# Goregrind
Goregrind, ibland på svenska kallat Gurgelpunk, en undergenre till grindcore där farten inte är det viktigaste, istället läggs stor vikt vid så kallat "groove". Generellt sett så pitchas sången ner för att ge ett gurgligt ljud som för tankarna till tarmar. Texterna är av obscen karaktär och det är inte ovanligt att avancerade medicinska termer blandas in i texterna, en av kvarlevorna från bandet som grundade genren, Carcass. Ett exempel på en av Carcass texter från deras första skiva:

Bloody hypertrophy of papillae spewing urethritis like urticaria
Septicaemia filled dermis scorched by acidic uric nocturia.
Verrucose urethra
Glutenous condyloma
Ureterocoeles excreting warm, decaying, cystic pemphigus
Gnawing at flesh with rancid uraturial lust

## Exempel på gurgelpunk
- Carcass
- Cock and Ball Torture
- General Surgery
- Regurgitate